# سامی النجعی
سامی النجعی (انگلیسی: Sami Al-Najei؛ زادهٔ ۷ فوریهٔ ۱۹۹۷) بازیکن فوتبال اهل عربستان که در پست هافبک برای باشگاه فوتبال النصر بازی میکند.